# 新广场 (托莱多)
新广场（西班牙语：Plaza Nueva）是西班牙卡斯蒂利亚-拉曼恰自治区托莱多市的一个广场，位于犹太区，在犹太会堂与圣若望皇家修道院（西班牙语：Monasterio de San Juan de los Reyes）之间。广场上有一些餐厅和一家茶馆。在广场一角还有阿尔贝托·桑切斯的雕塑。